# Красный Курган (Ольховатский район)
Красный Курган — посёлок в Ольховатском районе, Воронежской области, входит в состав Степнянского сельского поселения.

## География
Посёлок Красный Курган расположен в северной части Степнянского поселения, в одном из отвершков балки Марченковской. С севера к поселку примыкает лесное урочище Шмитьково.

## История
Посёлок был основан в советское время на базе владельческой усадьбы.